# Nekrolog November 2021
Nekrolog
◄◄
| ◄
| 2017
| 2018
| 2019
| 2020
| 2021 | 2022 | 2023 | 2024 | 2025
Januar |
Februar |
März |
April |
Mai |
Juni |
Juli |
August |
September |
Oktober |
November |
Dezember 2021
Weitere Ereignisse | Allgemeiner Nekrolog 2021
Die Beschreibung der verstorbenen Person sollte so kurz wie möglich gehalten sein und nur deren signifikante Tätigkeit(en) enthalten.
Neue Namen ggf. auch unter dem Geburts- und Sterbedatum, also etwa unter 1. Januar und im Geburts- und Sterbejahr (2024) eintragen (nur bei entsprechender großer Wichtigkeit). Für Beispiele siehe die schon vorhandenen Artikel.
Außerdem über die fünf zuletzt Verstorbenen, zu denen es einen ausreichend guten Artikel für eine Präsentation auf der Hauptseite gibt, nach der todesbedingten Überarbeitung der Artikel ggf. auch unter Wikipedia Diskussion:Hauptseite informieren und sie am besten auch in den anderen Wikipedia-Sprachversionen eintragen. Tipp: Regelmäßig bei news.google.de nach „ist tot“, „gestorben“ oder „verstorben“ suchen.
Wenn eine Person gestorben ist, gibt es viele Seiten zu dieser Person in der Wikipedia, die davon auch betroffen sind und entsprechend aktualisiert werden müssen. Beispiele: Namenübersichtsseite, Geburtsjahr, Geburtsort-Seiten und viele mehr.
Wie finde ich die betroffenen Seiten?
Im Suchfeld auf der linken Seite gibt man den Suchbegriff so ein: „Vorname Nachname“. Dann klickt man auf Volltext und alle Seiten mit entsprechendem Suchtext werden aufgerufen. Hier sieht man dann schnell, wo auch das Todesjahr Sinn macht oder sogar ein Teil des Artikels angepasst werden muss. Auch hilft das „Werkzeug“ auf der linken Seite sehr gut, um solche Seiten aufzufinden: „Links auf diese Seite“. Somit ist die Wikipedia wieder aktuell in allen Bereichen! Hinweis: bei Eintragung der Kategorie „Gestorben JAHR“ wird der Missbrauchsfilter 49 ausgelöst, was jedoch nicht schlimm ist. Siehe: Spezial:Missbrauchsfilter/49
Dies ist eine Liste von im November 2021 verstorbenen bekannten Persönlichkeiten. Die Einträge erfolgen innerhalb der einzelnen Daten alphabetisch sortiert. Tiere sind im Nekrolog für Tiere zu finden.

## November
Bearbeitungshinweis: Neue Todesfälle bitte absteigend nach Tagen geordnet eintragen. Die Todesfälle desselben Tages bitte in alphabetischer Reihenfolge einfügen.
| Tag          | Name                             | Beruf, bekannt als                                                                              | Alter | Beleg |
| ------------ | -------------------------------- | ----------------------------------------------------------------------------------------------- | ----- | ----- |
| 30. November | Jakob Adlhart                    | österreichischer Architekt                                                                      | 85    |       |
| 30. November | Marie-Claire Blais               | kanadische Schriftstellerin                                                                     | 82    |       |
| 30. November | Oriol Bohigas                    | spanischer Architekt und Stadtplaner                                                            | 95    |       |
| 30. November | H. Jackson Brown Jr.             | US-amerikanischer Autor                                                                         | 81    |       |
| 30. November | Albert Bustamante                | US-amerikanischer Politiker                                                                     | 86    |       |
| 30. November | Dave Draper                      | US-amerikanischer Bodybuilder und Schauspieler                                                  | 79    |       |
| 30. November | Janis Hansen                     | US-amerikanische Schauspielerin                                                                 | 81    |       |
| 30. November | Philip Heymann                   | US-amerikanischer Jurist und Politiker                                                          | 89    |       |
| 30. November | Peter Högemann                   | deutscher Althistoriker                                                                         | 80    |       |
| 30. November | Ray Kennedy                      | englischer Fußballspieler                                                                       | 70    |       |
| 30. November | Diethard Kreul                   | deutscher Politiker                                                                             | 84    |       |
| 30. November | Marcus Lamb                      | US-amerikanischer Unternehmer, Motivationstrainer und Fernsehprediger                           | 64    |       |
| 30. November | Georg Lind                       | deutscher Psychologe                                                                            | 74    |       |
| 30. November | Charles Lum                      | US-amerikanischer Filmemacher                                                                   | 63    |       |
| 30. November | Jonathan Penrose                 | englischer Schachspieler                                                                        | 88    |       |
| 30. November | Rudolf Rass                      | deutscher Politiker                                                                             | 87    |       |
| 30. November | Klaus Rainer Röhl                | deutscher Journalist und Publizist                                                              | 92    |       |
| 30. November | Georg Schreyögg                  | deutscher Ökonom                                                                                | 75    |       |
| 30. November | Ekkehard W. Stegemann            | deutscher Theologe                                                                              | 76    |       |
| 30. November | Marjorie Tallchief               | US-amerikanische Ballerina                                                                      | 95    |       |
| 30. November | Trude Unruh                      | deutsche Politikerin                                                                            | 96    |       |
| 30. November | Erwin Wilczek                    | polnischer Fußballspieler                                                                       | 81    |       |
| 30. November | Bodo Zeuner                      | deutscher Politikwissenschaftler                                                                | 79    |       |
| 29. November | Kinza Clodumar                   | nauruischer Politiker                                                                           | 76    |       |
| 29. November | Arlene Dahl                      | US-amerikanische Schauspielerin                                                                 | 96    |       |
| 29. November | Lee Elder                        | US-amerikanischer Golfspieler                                                                   | 87    |       |
| 29. November | Jan Křtitel Vladimír Franze      | tschechischer Priester und Abt                                                                  | 75    |       |
| 29. November | James Gerhardt                   | US-amerikanischer Leichtathlet                                                                  | 92    |       |
| 29. November | David Gulpilil                   | australischer Schauspieler                                                                      | 68    |       |
| 29. November | Klaus Heise                      | deutscher Jurist und Kulturförderer                                                             | 93    |       |
| 29. November | Cottrell J. Hunter               | US-amerikanischer Leichtathlet                                                                  | 52    |       |
| 29. November | Gunter Huonker                   | deutscher Politiker                                                                             | 84    |       |
| 29. November | Jack Lemley                      | US-amerikanischer Bauingenieur und Manager                                                      | 86    |       |
| 29. November | Frits Louer                      | niederländischer Fußballspieler                                                                 | 90    |       |
| 29. November | Ludwig „Lucky“ Ladstätter        | österreichischer Sänger und Musiker                                                             | 67    |       |
| 29. November | Wladimir Naumow                  | russischer Filmregisseur                                                                        | 93    |       |
| 29. November | Allan Rechtschaffen              | US-amerikanischer Schlafforscher                                                                | 93    |       |
| 29. November | Helga Reidemeister               | deutsche Dokumentarfilmerin                                                                     | 81    |       |
| 29. November | Manfred Schubert                 | deutscher Kabarettist                                                                           | 94    |       |
| 29. November | Ayako Shirasaki                  | japanische Jazz-Pianistin, -komponistin und Musikproduzentin                                    | 52    |       |
| 29. November | Robert Farris Thompson           | US-amerikanischer Kunsthistoriker                                                               | 88    |       |
| 29. November | Josef Augustinus Zemanek         | römisch-katholischer Theologe und Jurist                                                        | 78    |       |
| 28. November | Virgil Abloh                     | US-amerikanischer Mode- und Möbeldesigner                                                       | 41    |       |
| 28. November | Laurel Cutler                    | US-amerikanische Werbemanagerin                                                                 | 94    |       |
| 28. November | Jacqueline Danno                 | französische Schauspielerin und Sängerin                                                        | 90    |       |
| 28. November | Paul Lawrence Farber             | US-amerikanischer Wissenschaftshistoriker                                                       | 77    |       |
| 28. November | August von Finck junior          | deutscher Unternehmer, Investor und Bankier                                                     | 91    |       |
| 28. November | Justo Gallego Martínez           | spanischer Kirchenbaumeister                                                                    | 96    |       |
| 28. November | Alexander Gradski                | sowjetischer bzw. russischer Rockmusiker                                                        | 72    |       |
| 28. November | Laila Halme                      | finnische Sängerin                                                                              | 87    |       |
| 28. November | Andrei Hoteev                    | russischer Pianist                                                                              | 74    |       |
| 28. November | Rainer Jung                      | deutscher Militär                                                                               | 78    |       |
| 28. November | Peter Kertz                      | deutscher Theaterwissenschaftler                                                                | 87    |       |
| 28. November | Emmit King                       | US-amerikanischer Leichtathlet                                                                  | 62    |       |
| 28. November | Carrie P. Meek                   | US-amerikanische Politikerin                                                                    | 95    |       |
| 28. November | Meñique                          | panamanischer Salsasänger und Songwriter                                                        | 87    |       |
| 28. November | Berndt Mosblech                  | deutscher Autor und Dichter                                                                     | 71    |       |
| 28. November | Adriaan von Müller               | deutscher Prähistoriker                                                                         | 93    |       |
| 28. November | Franz Nagler                     | österreichisch-deutscher Theaterschauspieler                                                    | 77    |       |
| 28. November | Norodom Ranariddh                | kambodschanischer Politiker                                                                     | 77    |       |
| 28. November | Michael Scherbaum                | deutscher Baumeister                                                                            | 84    |       |
| 28. November | Mira J. Spektor                  | US-amerikanische Komponistin                                                                    | 93    |       |
| 28. November | Wolf Spillner                    | deutscher Naturfotograf und Schriftsteller                                                      | 85    |       |
| 28. November | Jiří Srnec                       | tschechischer Regisseur und Theatermanager                                                      | 90    |       |
| 28. November | Rudolf Trautz                    | deutscher Tänzer, Tanzlehrer und Tanzsport-Funktionär                                           | 84    |       |
| 28. November | Jolene Unsoeld                   | US-amerikanische Politikerin                                                                    | 89    |       |
| 28. November | Licia do Prado Valladares        | brasilianische Soziologin                                                                       | 75    |       |
| 28. November | Telat Yurtsever                  | deutscher Theaterregisseur                                                                      | 57    |       |
| 28. November | Herman-Hartmut Weyel             | deutscher Politiker                                                                             | 88    |       |
| 28. November | Frank Williams                   | britischer Unternehmer, Rennstallbesitzer und -teamchef                                         | 79    |       |
| 27. November | Jonshel Alexander                | US-amerikanische Schauspielerin                                                                 | 22    |       |
| 27. November | Tony Ayres                       | englischer Dartspieler                                                                          | 54    |       |
| 27. November | Gordon Carey                     | US-amerikanischer Bürgerrechtler                                                                | 89    |       |
| 27. November | Donald Caspar                    | US-amerikanischer Biophysiker und Kristallograph                                                | 94    |       |
| 27. November | Curley Culp                      | US-amerikanischer American-Football-Spieler                                                     | 75    |       |
| 27. November | Tor „Apetor“ Eckhoff             | norwegischer Abenteurer und Youtuber                                                            | 57    |       |
| 27. November | Almudena Grandes                 | spanische Schriftstellerin                                                                      | 61    |       |
| 27. November | Matti Keinonen                   | finnischer Eishockeyspieler und -trainer                                                        | 80    |       |
| 27. November | Hans Kern                        | deutscher Politiker                                                                             | 88    |       |
| 27. November | Shirley McBay                    | US-amerikanische Chemikerin, Mathematikerin und Hochschullehrerin                               | 86    |       |
| 27. November | Eddie Mekka                      | US-amerikanischer Schauspieler                                                                  | 69    |       |
| 27. November | Milutin Mrkonjić                 | serbischer Politiker                                                                            | 79    |       |
| 27. November | Heide Nisblé                     | deutsche Politikerin                                                                            | 81    |       |
| 27. November | Ruy Ohtake                       | brasilianischer Architekt                                                                       | 83    |       |
| 27. November | Klaus Reinhardt                  | deutscher General                                                                               | 80    |       |
| 27. November | Giampaolo Tronchin               | italienischer Ruderer, Kanute und Kanutrainer                                                   | 59    |       |
| 27. November | Désirée von Trotha               | deutsche Filmautorin, Journalistin und Fotografin                                               | 59    |       |
| 27. November | Hans-Joachim Vergau              | deutscher Jurist und Diplomat                                                                   | 86    |       |
| 27. November | Walter Vitt                      | deutscher Journalist, Kunstschriftsteller und Ausstellungskurator                               | 85    |       |
| 26. November | Lilian Armstrong                 | US-amerikanische Kunsthistorikerin                                                              | ≈85   |       |
| 26. November | Óscar Quispe Catacora            | peruanischer Filmregisseur                                                                      | 34    |       |
| 26. November | Doug Cowie                       | schottischer Fußballspieler                                                                     | 95    |       |
| 26. November | Joshard Daus                     | deutscher Chorleiter und Dirigent                                                               | ≈74   |       |
| 26. November | Michael E. Fisher                | britischer Physiker                                                                             | 90    |       |
| 26. November | Roger Fritz                      | deutscher Schauspieler, Filmemacher und Fotograf                                                | 85    |       |
| 26. November | Teppo Hauta-aho                  | finnischer Jazz-Bassist                                                                         | 80    |       |
| 26. November | Makoto Hirahara                  | japanischer Jazz-Saxophonist                                                                    | 69    |       |
| 26. November | Heinrich Pfeiffer                | deutscher Ordensgeistlicher und Kunsthistoriker                                                 | 82    |       |
| 26. November | Renald Richard                   | US-amerikanischer Trompeter                                                                     | 96    |       |
| 26. November | Mark Roth                        | US-amerikanischer Bowlingspieler                                                                | 70    |       |
| 26. November | Joachim Ruppert                  | deutscher Politiker                                                                             | 59    |       |
| 26. November | Michi Sarmiento                  | kolumbianischer Folkloremusiker                                                                 | 83    |       |
| 26. November | Marianne Schultz-Hector          | deutsche Politikerin                                                                            | 92    |       |
| 26. November | Kebba F. Singhateh               | gambischer Politiker und Diplomat                                                               | 67    |       |
| 26. November | Stephen Sondheim                 | US-amerikanischer Musicalkomponist und -texter                                                  | 91    |       |
| 26. November | Alexander Timoschinin            | sowjetischer Ruderer                                                                            | 73    |       |
| 26. November | Jože Urankar                     | jugoslawischer Gewichtheber                                                                     | 83    |       |
| 26. November | Ernst Wangermann                 | österreichischer Historiker                                                                     | 96    |       |
| 26. November | Peter Weiermair                  | deutscher Kunsthistoriker und Kurator                                                           | 77    |       |
| 25. November | Baldur Beyer                     | deutsches „Wolfskind“ und Trainer                                                               | 84    |       |
| 25. November | Claude Bouchiat                  | französischer Physiker                                                                          | 89    |       |
| 25. November | Richard Eppler                   | deutscher Aerodynamiker                                                                         | 97    |       |
| 25. November | Werner Funke                     | deutscher Zoologe                                                                               | 90    |       |
| 25. November | Dieter B. Herrmann               | deutscher Astronom                                                                              | 82    |       |
| 25. November | Risto Kala                       | finnischer Basketballspieler und Mediziner                                                      | 80    |       |
| 25. November | Julien Lebas                     | französischer Leichtathlet                                                                      | 97    |       |
| 25. November | Claus-Peter März                 | deutscher Theologe                                                                              | 74    |       |
| 25. November | Peeter Olesk                     | estnischer Literaturwissenschaftler und Politiker                                               | 67    |       |
| 25. November | Oleksandr Omeltschenko           | ukrainischer Politiker                                                                          | 83    |       |
| 25. November | Rudolf Reinhardt                 | deutscher Schauspieler                                                                          | 93    |       |
| 25. November | Christian Simon                  | deutscher Fußballspieler                                                                        | 51    |       |
| 24. November | Hermann Bausinger                | deutscher Kulturwissenschaftler und Germanist                                                   | 95    |       |
| 24. November | Siegfried Bergmann               | deutscher Naturfilmer und Kameramann                                                            | 89    |       |
| 24. November | Mārtiņš Brauns                   | lettischer Komponist                                                                            | 70    |       |
| 24. November | Jan de Breet                     | niederländischer Indologe                                                                       | 62    |       |
| 24. November | Lisa Brown                       | US-amerikanische Schauspielerin                                                                 | 67    |       |
| 24. November | Günter Dammann                   | deutscher Germanist                                                                             | 80    |       |
| 24. November | Luis Díaz                        | kolumbianischer Radsportler                                                                     | 76    |       |
| 24. November | Ennio Doris                      | italienischer Unternehmer                                                                       | 81    |       |
| 24. November | Inez van Dullemen                | niederländische Schriftstellerin                                                                | 96    |       |
| 24. November | Guillermo Echevarría             | mexikanischer Schwimmer                                                                         | 73    |       |
| 24. November | Wiesław Hartman                  | polnischer Springreiter                                                                         | 71    |       |
| 24. November | Jürg Jecklin                     | Schweizer Tontechniker                                                                          | 83    |       |
| 24. November | Paul Khoury                      | libanesischer Philosoph                                                                         | 100   |       |
| 24. November | José Enrique del Monte           | dominikanischer Chorleiter und Komponist                                                        | 86    |       |
| 24. November | Arje Nechemkin                   | israelischer Politiker                                                                          | 96    |       |
| 24. November | Humbert S. Nelli                 | US-amerikanischer Historiker                                                                    | 91    |       |
| 24. November | Leonid Simnenko                  | sowjetischer bzw. russischer Opernsänger                                                        | 78    |       |
| 24. November | Vytenis Albertas Zabukas         | litauischer Politiker und Ingenieur                                                             | 81    |       |
| 23. November | Dietwulf Baatz                   | deutscher Archäologe                                                                            | 93    |       |
| 23. November | Christopher Boehm                | US-amerikanischer Anthropologe                                                                  | 90    |       |
| 23. November | Dietmar Bücher                   | deutscher Unternehmer                                                                           | 77    |       |
| 23. November | Chun Doo-hwan                    | südkoreanischer Politiker                                                                       | 90    |       |
| 23. November | Ben Elkins                       | US-amerikanischer Jazzmusiker                                                                   | 81    |       |
| 23. November | Riuler de Oliveira Faustino      | brasilianischer Fußballspieler                                                                  | 23    |       |
| 23. November | Marko Grilc                      | slowenischer Snowboarder                                                                        | 38    |       |
| 23. November | Cornelia Helfferich              | deutsche Soziologin                                                                             | 70    |       |
| 23. November | Ammante Jalmaani                 | philippinischer Schwimmer                                                                       | 72    |       |
| 23. November | Jan Kawulok                      | polnischer Skispringer                                                                          | 75    |       |
| 23. November | Pavle „Yoppa“ Kostić             | serbischer E-Sportler                                                                           | 23    |       |
| 23. November | Bjørn Larsson                    | norwegischer Ringer                                                                             | 97    |       |
| 23. November | James Fitz-Allen Mitchell        | vincentischer Politiker                                                                         | 90    |       |
| 23. November | Rolf Felix Müller                | deutscher Grafikdesigner und Illustrator                                                        | 89    |       |
| 23. November | Hans Rosendahl                   | schwedischer Schwimmer                                                                          | 76    |       |
| 23. November | Romuald Schild                   | polnischer Archäologe und Anthropologe                                                          | ≈85   |       |
| 23. November | Anita Steube                     | deutsche Linguistin                                                                             | 82    |       |
| 23. November | Rosalie Trombley                 | kanadische Hörfunkmanagerin                                                                     | 82    |       |
| 23. November | Tatjana Tschudowa                | russische Komponistin                                                                           | 78    |       |
| 23. November | Andrew Vachss                    | US-amerikanischer Schriftsteller und Anwalt                                                     | 79    |       |
| 23. November | Bill Virdon                      | US-amerikanischer Baseballspieler und -trainer                                                  | 90    |       |
| 22. November | Abelardo Carbonó                 | kolumbianischer Sänger und Gitarrist                                                            | 73    |       |
| 22. November | Horst Chmela                     | österreichischer Liedermacher                                                                   | 82    |       |
| 22. November | Kim Friele                       | norwegische LGBT-Aktivistin                                                                     | 86    |       |
| 22. November | Patricia Garfield                | US-amerikanische Psychologin und Traumforscherin                                                | 87    |       |
| 22. November | Fayez Ghosn                      | libanesischer Politiker                                                                         | 71    |       |
| 22. November | Noah Gordon                      | US-amerikanischer Schriftsteller                                                                | 95    |       |
| 22. November | Volker Herrmann                  | deutscher evangelischer Theologe                                                                | 55    |       |
| 22. November | Volker Lechtenbrink              | deutscher Schauspieler, Sänger und Synchronsprecher                                             | 77    |       |
| 22. November | Ryo Mabuchi                      | japanischer Wasserspringer                                                                      | 88    |       |
| 22. November | Stuart Macintyre                 | australischer Historiker                                                                        | 74    |       |
| 22. November | Pa Nderry M’Bai                  | gambisch-US-amerikanischer Journalist                                                           | ?     |       |
| 22. November | Hilda Múdra                      | tschechoslowakische Eiskunstlauftrainerin                                                       | 95    |       |
| 22. November | Carlos Pacheco                   | chilenische Fußballspieler                                                                      | 78    |       |
| 22. November | Paolo Pietrangeli                | italienischer Filmregisseur und Liedermacher                                                    | 76    |       |
| 22. November | Klausdieter Roth                 | deutscher Theaterregisseur und -intendant                                                       | 80    |       |
| 22. November | Richard Schrodt                  | österreichischer Germanist und Sprachwissenschaftler                                            | 73    |       |
| 22. November | Evelinde Trenkner                | deutsche Pianistin                                                                              | 88    |       |
| 22. November | Wolfgang Uebel                   | deutscher Geigenbaumeister                                                                      | 89    |       |
| 22. November | Marie Versini                    | französische Schauspielerin                                                                     | 81    |       |
| 21. November | Doris Abele                      | deutsche Meeresbiologin, Autorin und Dozentin                                                   | 64    |       |
| 21. November | Yul Anderson                     | US-amerikanischer Musiker                                                                       | 63    |       |
| 21. November | Robert Bly                       | US-amerikanischer Schriftsteller                                                                | 94    |       |
| 21. November | Gordon Crosse                    | britischer Komponist                                                                            | 83    |       |
| 21. November | Lou Cutell                       | US-amerikanischer Schauspieler                                                                  | 91    |       |
| 21. November | Antonio Escohotado               | spanischer Philosoph und Essayist                                                               | 80    |       |
| 21. November | Heiner Hinrichs                  | deutscher Architekt                                                                             | 84    |       |
| 21. November | Bachtijor Ichtijarow             | usbekischer Schauspieler                                                                        | 81    |       |
| 21. November | Marianne Kesting                 | deutsche Literaturwissenschaftlerin und Schriftstellerin                                        | 91    |       |
| 21. November | Alfredo Knuchel                  | Schweizer Filmautor                                                                             | 82    |       |
| 21. November | Hans Kraemmer                    | österreichischer Opernsänger und Schauspieler                                                   | 88    |       |
| 21. November | Gerald D. Mahan                  | US-amerikanischer Physiker                                                                      | 83    |       |
| 21. November | Ralph Miller                     | US-amerikanischer Skirennläufer                                                                 | 88    |       |
| 21. November | Sepp Mitterhofer                 | südtiroler Separatist, Terrorist und Folteropfer                                                | 89    |       |
| 21. November | Joey Morgan                      | US-amerikanischer Schauspieler                                                                  | 28    |       |
| 21. November | Kostas Papanastasiou             | griechischer Schauspieler                                                                       | 84    |       |
| 21. November | Paulos Raptis                    | polnischer Opernsänger                                                                          | 88    |       |
| 21. November | Pere Riutort Mestre              | mallorquinischer Priester, Pädagoge, Philologe und Liturgiewissenschaftler                      |       |       |
| 21. November | Nina Ruslanowa                   | sowjetische bzw. russische Schauspielerin                                                       | 75    |       |
| 21. November | Werner Schülen                   | deutscher Steuerberater, Wirtschaftsprüfer und Hochschullehrer                                  | 93    |       |
| 21. November | Jean-Pierre Schumacher           | französischer Ordensgeistlicher                                                                 | 97    |       |
| 21. November | Josef Shaked                     | österreichischer Psycho- und Gruppenanalytiker                                                  | 92    |       |
| 21. November | Jef Sicard                       | französischer Jazzmusiker                                                                       | 77    |       |
| 21. November | Leane Suniar                     | indonesische Bogenschützin                                                                      | 73    |       |
| 21. November | Marietta Tschudakowa             | sowjetische Literaturwissenschaftlerin                                                          | 84    |       |
| 21. November | Bengt Waller                     | schwedischer Regattasegler                                                                      | 86    |       |
| 21. November | Verawaty Wiharjo                 | indonesische Badmintonspielerin                                                                 | 64    |       |
| 20. November | Nora Ananiewa                    | bulgarische Rechtswissenschaftlerin und Politikerin                                             | 83    |       |
| 20. November | Cem Arslan                       | deutscher Filmautor                                                                             | 44    |       |
| 20. November | Siegfried Borelli                | deutscher Dermatologe                                                                           | 97    |       |
| 20. November | Dietrich Braun                   | deutscher Chemiker                                                                              | 90    |       |
| 20. November | Josef van Ess                    | deutscher Islamwissenschaftler                                                                  | 87    |       |
| 20. November | Josée Forest-Niesing             | kanadische Politikerin                                                                          | 56    |       |
| 20. November | Burgess Gardner                  | US-amerikanischer Jazztrompeter                                                                 | 85    |       |
| 20. November | Waleri Garkalin                  | sowjetischer bzw. russischer Schauspieler, Schauspiellehrer und Puppenspieler                   | 67    |       |
| 20. November | Ted Herold                       | deutscher Sänger und Schauspieler                                                               | 79    |       |
| 20. November | Billy Hinsche                    | US-amerikanischer Musiker                                                                       | 70    |       |
| 20. November | Gunhild Kübler                   | deutsche Literaturwissenschaftlerin, -kritikerin und Journalistin                               | 77    |       |
| 20. November | David Longdon                    | britischer Musiker                                                                              | 56    |       |
| 20. November | Berndt Lüderitz                  | deutscher Kardiologe                                                                            | 81    |       |
| 20. November | Carlo Maria Mariani              | italienischer Maler                                                                             | 90    |       |
| 20. November | Shirley McGreal                  | britische Primatenschützerin und Aktivistin                                                     | 87    |       |
| 20. November | Peter Mussfeldt                  | deutsch-ecuadorianischer Grafikdesigner                                                         | 83    |       |
| 20. November | Merima Njegomir                  | jugoslawische bzw. serbische Sängerin                                                           | 68    |       |
| 20. November | Frances Rosenbluth               | US-amerikanische Politikwissenschaftlerin                                                       | 63    |       |
| 20. November | David M. Smith                   | britischer Geograph                                                                             | 85    |       |
| 20. November | Dietrich Taube                   | deutscher Schauspieler, Theaterregisseur und -intendant                                         | 89    |       |
| 19. November | Nina Agapowa                     | russische Schauspielerin                                                                        | 95    |       |
| 19. November | David Boadella                   | britisch-schweizerischer Psychotherapeut und Autor                                              | 90    |       |
| 19. November | Ian Fishback                     | US-amerikanischer Offizier und Whistleblower                                                    | 42    |       |
| 19. November | Hank von Helvete                 | norwegischer Sänger und Schauspieler                                                            | 49    |       |
| 19. November | Walter Herrenbrück junior        | deutscher evangelisch-reformierter Theologe                                                     | 82    |       |
| 19. November | Klebs Junior                     | brasilianischer Comiczeichner                                                                   | 54    |       |
| 19. November | Veikko Kasslin                   | finnischer Radrennfahrer                                                                        | 102   |       |
| 19. November | Don Kojis                        | US-amerikanischer Basketballspieler                                                             | 82    |       |
| 19. November | Joachim Kupfer                   | deutscher Politiker                                                                             | 82    |       |
| 19. November | Guillermo Morón                  | venezolanischer Historiker und Schriftsteller                                                   | 95    |       |
| 19. November | Domenico Pezzini                 | italienischer Theologe                                                                          | 84    |       |
| 19. November | Bernard Rollin                   | US-amerikanischer Philosoph und Tierethiker                                                     | 78    |       |
| 19. November | György Schöpflin                 | ungarischer Politiker                                                                           | 81    |       |
| 19. November | Günther Uhlig                    | deutscher Architekt und Architekturtheoretiker                                                  | 84    |       |
| 19. November | John Vaio                        | US-amerikanischer Gräzist                                                                       | 82    |       |
| 19. November | Kurt Walenta                     | deutscher Mineraloge                                                                            | 93    |       |
| 18. November | Martin Alioth                    | Schweizer Historiker und Journalist                                                             | 67    |       |
| 18. November | Enrico Bacher                    | italienischer Eishockeyspieler                                                                  | 80    |       |
| 18. November | Iso Baumer                       | Schweizer Volkskundler                                                                          | 92    |       |
| 18. November | Peter Buck                       | US-amerikanischer Unternehmer                                                                   | 90    |       |
| 18. November | Meryem Çelikkol                  | deutsche Politikerin                                                                            | 52    |       |
| 18. November | Uwe Dreiss                       | deutscher Patentanwalt                                                                          | 84    |       |
| 18. November | George Eogan                     | irischer Archäologe                                                                             | 91    |       |
| 18. November | Daphne Evangelatos               | griechische Opernsängerin                                                                       | 75    |       |
| 18. November | Slide Hampton                    | US-amerikanischer Jazzmusiker                                                                   | 89    |       |
| 18. November | Alberto Labarthe                 | chilenischer Leichtathlet                                                                       | 94    |       |
| 18. November | Gerhard Neidhöfer                | deutscher Elektroingenieur und Autor                                                            | 90    |       |
| 18. November | Günter Neubert                   | deutscher Komponist und Tonmeister                                                              | 85    |       |
| 18. November | Frank R. Pfetsch                 | deutscher Politikwissenschaftler                                                                | 85    |       |
| 18. November | Robert C. Prim                   | US-amerikanischer Mathematiker und Informatiker                                                 | 100   |       |
| 18. November | Jean-Claude Raynaud              | französischer Organist                                                                          | 84    |       |
| 18. November | Friedo Ricken                    | deutscher Ordensgeistlicher und Philosoph                                                       | 87    |       |
| 18. November | Mick Rock                        | britischer Fotograf                                                                             | 72    |       |
| 18. November | Ack van Rooyen                   | niederländischer Jazz-Trompeter                                                                 | 91    |       |
| 18. November | Benone Sinulescu                 | rumänischer Sänger                                                                              | 84    |       |
| 18. November | Jørgen Haugen Sørensen           | dänischer Bildhauer                                                                             | 87    |       |
| 18. November | Erhard Stenzel                   | deutscher Friedensaktivist, Wehrmachtsdeserteur und Résistancekämpfer                           | 96    |       |
| 18. November | María Elsa Viteri                | ecuadorianische Politikerin                                                                     | 56    |       |
| 18. November | Oswald Wiener                    | österreichischer Schriftsteller                                                                 | 86    |       |
| 18. November | Ardeschir Zahedi                 | iranischer Diplomat und Politiker                                                               | 93    |       |
| 17. November | Marcello Andreucci               | italienischer Jockey                                                                            | 90    |       |
| 17. November | Fritz Gabriel Bauer              | österreichischer Ingenieur und Kamerabauer                                                      | 80    |       |
| 17. November | Bernie Conrads                   | deutscher Musiker und Lyriker                                                                   | 71    |       |
| 17. November | Young Dolph                      | US-amerikanischer Rapper und Musikverleger                                                      | 36    |       |
| 17. November | Jimmie Durham                    | US-amerikanischer Politaktivist, Konzeptkünstler und Schriftsteller                             | 81    |       |
| 17. November | Dave Frishberg                   | US-amerikanischer Journalist, Jazzpianist und Sänger                                            | 88    |       |
| 17. November | Jacques Hamelink                 | niederländischer Schriftsteller                                                                 | 82    |       |
| 17. November | Roland Hanusch                   | deutscher Heimatforscher                                                                        | 81    |       |
| 17. November | Theuns Jordaan                   | südafrikanischer Sänger, Komponist und Gitarrist                                                | 50    |       |
| 17. November | Werner Kotter                    | deutscher Gewichtheber und Kampfrichter                                                         | 90    |       |
| 17. November | Art LaFleur                      | US-amerikanischer Schauspieler                                                                  | 78    |       |
| 17. November | Christine Laszar                 | deutsche Schauspielerin                                                                         | 89    |       |
| 17. November | Hanspeter Luterbacher            | Schweizer Paläontologe                                                                          | 83    |       |
| 17. November | Dominic Orlando                  | US-amerikanischer Drehbuchautor                                                                 | 57    |       |
| 17. November | Igor Sawotschkin                 | russischer Schauspieler und Hörfunkmoderator                                                    | 58    |       |
| 17. November | Mohamed Scharabi                 | ägyptisch-deutscher Architekt und Bauhistoriker                                                 | 83    |       |
| 17. November | Klaus Wüsthoff                   | deutscher Komponist                                                                             | 99    |       |
| 16. November | Brian Clark                      | britischer Dramatiker und Drehbuchautor                                                         | 89    |       |
| 16. November | George Devens                    | US-amerikanischer Musiker                                                                       | 90    |       |
| 16. November | Erast Gliner                     | sowjetischer bzw. US-amerikanischer Physiker                                                    | 98    |       |
| 16. November | Petra Helfers                    | deutsche Handballspielerin und -trainerin                                                       | 63    |       |
| 16. November | Dietrich Herm                    | deutscher Geologe und Paläontologe                                                              | 88    |       |
| 16. November | Larry Hopkins                    | US-amerikanischer Politiker                                                                     | 88    |       |
| 16. November | Sezai Karakoç                    | türkischer Dichter                                                                              | 88    |       |
| 16. November | Jan Konzal                       | tschechischer Bischof                                                                           | 86    |       |
| 16. November | Susanne Kramer-Friedrich         | Schweizer Studienleiterin, Publizistin und Frauenrechtlerin                                     | 86    |       |
| 16. November | Nikola Mak                       | kroatischer Verbandsfunktionär und Politiker                                                    | 83    |       |
| 16. November | Renate Mann                      | österreichische Politikerin                                                                     | 68    |       |
| 16. November | Dagmar Meyer                     | deutsche Mundartautorin                                                                         | 90    |       |
| 16. November | Jean Micault                     | französischer Pianist und Musikpädagoge                                                         | 96    |       |
| 16. November | Gisela Söhnlein                  | niederländische Widerstandskämpferin                                                            | 100   |       |
| 16. November | Egon Zehnder                     | Schweizer Personalvermittler und Managementberater                                              | 90    |       |
| 15. November | Susanne Abbrederis               | österreichische Theaterintendantin                                                              | 68    |       |
| 15. November | Anthony Buck                     | britischer Ringer                                                                               | 84    |       |
| 15. November | Georges Claisse                  | französischer Schauspieler                                                                      | 80    |       |
| 15. November | Clarissa Eden                    | britische Autorin                                                                               | 101   |       |
| 15. November | Carl Fingerhuth                  | Schweizer Architekt, Stadtplaner und Publizist                                                  | 85    |       |
| 15. November | Thomas R. Karmann                | deutscher Kirchenhistoriker                                                                     | 48    |       |
| 15. November | Rolf Klötzler                    | deutscher Mathematiker                                                                          | 90    |       |
| 15. November | Julio Lugo                       | dominikanischer Baseballspieler                                                                 | 45    |       |
| 15. November | Osman Öcalan                     | türkisch-kurdischer Untergrundkämpfer                                                           | ≈63   |       |
| 15. November | Peter P. Pachl                   | deutscher Musikwissenschaftler, Regisseur, Intendant, Autor und Publizist                       | 68    |       |
| 15. November | Jason Plummer                    | australischer Schwimmer                                                                         | 52    |       |
| 15. November | Hugo Reuter                      | deutscher Politiker                                                                             | 91    |       |
| 15. November | Ralf Richter                     | deutscher Jurist und Hochschullehrer                                                            | 90    |       |
| 15. November | Abdulah Šarčević                 | jugoslawischer bzw. bosnischer Philosoph                                                        | 92    |       |
| 15. November | Däulet Sembajew                  | kasachischer Ökonom und Politiker                                                               | 86    |       |
| 15. November | Franz Stalla                     | deutscher Vogelschützer                                                                         | 90    |       |
| 15. November | Trudel Wulle                     | deutsche Schauspielerin                                                                         | 96    |       |
| 14. November | Etel Adnan                       | libanesische Schriftstellerin und Malerin                                                       | 96    |       |
| 14. November | Bertie Auld                      | schottischer Fußballspieler und -trainer                                                        | 83    |       |
| 14. November | László Z. Bitó                   | ungarischer Mediziner, Schriftsteller und Philanthrop                                           | 87    |       |
| 14. November | Jorge Cervós-Navarro             | spanischer Neuropathologe                                                                       | 91    |       |
| 14. November | Dietrich Fengel                  | deutscher Chemiker                                                                              | 90    |       |
| 14. November | Heath Freeman                    | US-amerikanischer Schauspieler                                                                  | 41    |       |
| 14. November | Jacques Jourquin                 | französischer Historiker                                                                        | 86    |       |
| 14. November | Julie Le Galliard                | französische Boxerin                                                                            | 31    |       |
| 14. November | Rolf Meyer                       | deutscher Geograph                                                                              | 85    |       |
| 14. November | Françoise Oriane                 | belgische Schauspielerin                                                                        | 81    |       |
| 14. November | Virginio Pizzali                 | italienischer Bahnradsportler                                                                   | 87    |       |
| 14. November | Volker Ruhland                   | deutscher Historiker                                                                            | 72    |       |
| 14. November | Rašid Šemšedinović               | jugoslawischer Eishockeyspieler                                                                 | 80    |       |
| 14. November | Jerzy Tomziński                  | polnischer Geistlicher                                                                          | 102   |       |
| 14. November | Marek Vokáč                      | tschechischer Schachspieler                                                                     | 62    |       |
| 13. November | Ed Bullins                       | US-amerikanischer Dramatiker                                                                    | 86    |       |
| 13. November | Michael Corballis                | neuseeländisch-kanadischer Psychologe und Autor                                                 | 85    |       |
| 13. November | Gilbert Harman                   | US-amerikanischer Philosoph                                                                     | 83    |       |
| 13. November | Don Heckman                      | US-amerikanischer Jazz-Saxophonist, Klarinettist, Komponist und Jazzkritiker                    | 89    |       |
| 13. November | Sam Huff                         | US-amerikanischer American-Football-Spieler                                                     | 87    |       |
| 13. November | Jim Knapp                        | US-amerikanischer Jazztrompeter und Arrangeur                                                   | 82    |       |
| 13. November | Philip Margo                     | US-amerikanischer Sänger                                                                        | 79    |       |
| 13. November | Hans Pölkow                      | deutscher Fotograf                                                                              | 86    |       |
| 13. November | José Porta Missé                 | spanischer Maler                                                                                | 94    |       |
| 13. November | Bill Reichart                    | US-amerikanischer Eishockeyspieler                                                              | 86    |       |
| 13. November | Wilbur A. Smith                  | südafrikanischer Schriftsteller                                                                 | 88    |       |
| 13. November | Walter Treser                    | deutscher Ingenieur                                                                             | 81    |       |
| 13. November | Emi Wada                         | japanische Kostümbildnerin                                                                      | 84    |       |
| 13. November | Gerald Wiemers                   | deutscher Archivar und Historiker                                                               | 80    |       |
| 13. November | Clive Wilderspin                 | australischer Tennisspieler                                                                     | 91    |       |
| 13. November | William Wright                   | US-amerikanisch-australischer Bischof                                                           | 69    |       |
| 12. November | Bob Bondurant                    | US-amerikanischer Automobilrennfahrer                                                           | 88    |       |
| 12. November | Lothar Claesges                  | deutscher Radrennfahrer                                                                         | 79    |       |
| 12. November | Humphrey Davies                  | britischer Übersetzer                                                                           | 74    |       |
| 12. November | Stephen H. Davis                 | US-amerikanischer Angewandter Mathematiker und Ingenieurwissenschaftler                         | 82    |       |
| 12. November | Matthew Festing                  | britischer Großmeister des Malteserordens                                                       | 71    |       |
| 12. November | Ron Flowers                      | englischer Fußballspieler und -trainer                                                          | 87    |       |
| 12. November | Gian Piero Galeazzi              | italienischer Sportjournalist                                                                   | 75    |       |
| 12. November | Paul Gludovatz                   | österreichischer Fußballtrainer                                                                 | 75    |       |
| 12. November | Kyozi Kawasaki                   | japanischer Physiker                                                                            | 91    |       |
| 12. November | Edward Kotowski                  | polnischer Kunsthistoriker und Geheimdienstler                                                  | 80    |       |
| 12. November | Alexander Lenew                  | sowjetischer Fußballspieler                                                                     | 77    |       |
| 12. November | Mariana Prommel                  | argentinische Schauspielerin                                                                    | 53    |       |
| 12. November | Michael Rogowski                 | deutscher Wirtschaftsingenieur, Manager und Verbandsfunktionär                                  | 82    |       |
| 12. November | John Toye                        | britischer Wirtschaftswissenschaftler                                                           | 79    |       |
| 12. November | Jewgeni Tschasow                 | sowjetischer Mediziner und Politiker                                                            | 92    |       |
| 12. November | Wilfriedt Wedmann                | kanadischer Leichtathlet                                                                        | 73    |       |
| 11. November | Per Aage Brandt                  | dänischer Schriftsteller und Musiker                                                            | 77    |       |
| 11. November | Aleksander Ciążyński             | polnischer Hockeyspieler                                                                        | 76    |       |
| 11. November | Ulf Diederichsen                 | deutscher Chemiker                                                                              | 58    |       |
| 11. November | Hans-Wilhelm Ebeling             | deutscher Pfarrer und Politiker (DSU), MdV, Minister für wirtschaftliche Zusammenarbeit der DDR | 87    |       |
| 11. November | Graeme Edge                      | britischer Schlagzeuger und Perkussionist                                                       | 80    |       |
| 11. November | Carl von Essen                   | schwedischer Fechter                                                                            | 81    |       |
| 11. November | Harris W. Fawell                 | US-amerikanischer Politiker                                                                     | 92    |       |
| 11. November | Jan Jonsson                      | schwedischer Generalleutnant                                                                    | 69    |       |
| 11. November | Frederik Willem de Klerk         | südafrikanischer Politiker                                                                      | 85    |       |
| 11. November | Hilmar Kopper                    | deutscher Bankmanager                                                                           | 86    |       |
| 11. November | Bahar Korçan                     | türkische Modedesignerin                                                                        | 57    |       |
| 11. November | Jay Last                         | US-amerikanischer Physiker                                                                      | 92    |       |
| 11. November | Jürgen Loesdau                   | deutscher Unternehmer                                                                           | 80    |       |
| 11. November | Aga Mikolaj                      | polnische Opernsängerin                                                                         | 50    |       |
| 11. November | Olga Neveršilová                 | tschechisch-schweizerische Slawistin und Schriftstellerin                                       | 87    |       |
| 11. November | Gabriel Núñez                    | mexikanischer Fußballspieler                                                                    | 79    |       |
| 11. November | Dino Pedriali                    | italienischer Fotograf                                                                          | ≈71   |       |
| 11. November | Klaus Schneider                  | deutscher Jazzmusiker, Musikredakteur und Musikpädagoge                                         | 85    |       |
| 11. November | Mario Tosi                       | italienisch-amerikanischer Kameramann                                                           | 86    |       |
| 11. November | Glen de Vries                    | US-amerikanischer Unternehmer                                                                   | 49    |       |
| 11. November | Sepp Werkmeister                 | deutscher Fotograf                                                                              | 90    |       |
| 10. November | Maria Croonen                    | deutsche Opernsängerin                                                                          | 96    |       |
| 10. November | Dieter Eckstein                  | deutscher Holzbiologe und Dendrochronologe                                                      | 81    |       |
| 10. November | Clyde Emrich                     | US-amerikanischer Gewichtheber                                                                  | 90    |       |
| 10. November | John Goodsall                    | US-amerikanisch-britischer Rockgitarrist                                                        | 68    |       |
| 10. November | Christiane Grosz                 | deutsche Schriftstellerin und Lyrikerin                                                         | 77    |       |
| 10. November | Margo Guryan                     | US-amerikanische Songwriterin und Sängerin                                                      | 84    |       |
| 10. November | Silke Helfrich                   | deutsche Autorin und Forscherin zu Commons                                                      | 54    |       |
| 10. November | Jun Hong Lu                      | australisch-chinesischer Sektengründer und -führer                                              | 62    |       |
| 10. November | André Osi                        | belgischer Comiczeichner                                                                        | 62    |       |
| 10. November | Håkon Øverby                     | norwegischer Ringer                                                                             | 79    |       |
| 10. November | Otto Pendl                       | österreichischer Politiker                                                                      | 70    |       |
| 10. November | Farouk Qasrawi                   | jordanischer Politiker und Diplomat                                                             | 79    |       |
| 10. November | Ignatius Shixwameni              | namibischer Politiker                                                                           | 55    |       |
| 10. November | Gazbia Sirry                     | ägyptische Malerin                                                                              | 96    |       |
| 10. November | Soh Kwang-sup                    | südkoreanischer Physiker                                                                        | 76    |       |
| 10. November | Miroslav Žbirka                  | slowakischer Popsänger und Komponist                                                            | 69    |       |
| 9. November  | Max Cleland                      | US-amerikanischer Politiker                                                                     | 79    |       |
| 9. November  | Austin Currie                    | nordirischer Politiker                                                                          | 82    |       |
| 9. November  | Jerry Douglas                    | US-amerikanischer Schauspieler                                                                  | 88    |       |
| 9. November  | Bob Gill                         | US-amerikanischer Illustrator und Grafikdesigner                                                | 90    |       |
| 9. November  | Joachim Glaubitz                 | deutscher Sinologe                                                                              | 92    |       |
| 9. November  | John Kinsella                    | irischer Komponist                                                                              | 89    |       |
| 9. November  | Iris Rezende                     | brasilianischer Politiker                                                                       | 87    |       |
| 9. November  | Herbert Salcher                  | österreichischer Politiker                                                                      | 92    |       |
| 9. November  | Wilhelmine M. Sayler             | deutsche Pädagogin                                                                              | 93    |       |
| 9. November  | Jakuchō Setouchi                 | japanische Schriftstellerin und Nonne                                                           | 99    |       |
| 8. November  | Ryszard Badowski                 | polnischer Journalist und Autor                                                                 | 91    |       |
| 8. November  | Rinus Bennaars                   | niederländischer Fußballspieler                                                                 | 90    |       |
| 8. November  | Hans-Walter Berg                 | deutscher Musikwissenschaftler und Musikpädagoge                                                | 89    |       |
| 8. November  | Sabine Bethmann                  | deutsche Schauspielerin                                                                         | 91    |       |
| 8. November  | Medina Dixon                     | US-amerikanische Basketballspielerin                                                            | 59    |       |
| 8. November  | Pedro Feliciano                  | puerto-ricanischer Baseballspieler                                                              | 45    |       |
| 8. November  | Seán FitzPatrick                 | irischer Bankmanager                                                                            | 73    |       |
| 8. November  | Willis Forko                     | liberianisch-US-amerikanischer Fußballspieler                                                   | 37    |       |
| 8. November  | Mike Harris                      | südafrikanischer Automobilrennfahrer                                                            | 82    |       |
| 8. November  | Vegar Hoel                       | norwegischer Schauspieler                                                                       | 47    |       |
| 8. November  | Sylvère Lotringer                | französischer Kunsttheoretiker, Literaturwissenschaftler, Herausgeber und Autor                 | 83    |       |
| 8. November  | Gerhard Muth                     | deutscher Fußballspieler                                                                        | 92    |       |
| 8. November  | Franck Olivier                   | belgischer Schlagersänger und -komponist                                                        | 73    |       |
| 8. November  | Christoph Rassy                  | deutscher Segelbootkonstrukteur                                                                 | 87    |       |
| 8. November  | Cecil Ramirez                    | US-amerikanischer Filmkomponist und Jazzmusiker                                                 | 60    |       |
| 8. November  | Johannes Rogalla von Bieberstein | deutscher Historiker und Bibliothekar                                                           | 82    |       |
| 8. November  | Wilhelm Schraml                  | deutscher Bischof                                                                               | 86    |       |
| 8. November  | Hans Günter Tillmann             | deutscher Sprachwissenschaftler und Phonetiker                                                  | 85    |       |
| 8. November  | Rolf Verleger                    | deutscher Psychologe und Autor                                                                  | 69    |       |
| 7. November  | Ljudmila Belawenez               | sowjetische Schachspielerin                                                                     | 81    |       |
| 7. November  | Christian Gauffre                | französischer Musikjournalist                                                                   | 70    |       |
| 7. November  | James Gobbo                      | australischer Politiker                                                                         | 90    |       |
| 7. November  | Oskar Kovač                      | jugoslawischer bzw. serbischer Ökonom und Politiker                                             | ≈84   |       |
| 7. November  | Béla Kovács                      | ungarischer Klarinettist und Komponist                                                          | 84    |       |
| 7. November  | Auguste Kronheim                 | österreichische Holzschneiderin und Zeichnerin                                                  | 84    |       |
| 7. November  | Jacques Limouzy                  | französischer Politiker, Mitglied der Nationalversammlung und Staatssekretär                    | 95    |       |
| 7. November  | Storrs McCall                    | kanadischer Philosoph                                                                           | 91    |       |
| 7. November  | Igor Nikulin                     | russischer Leichtathlet                                                                         | 61    |       |
| 7. November  | Jim Poole                        | US-amerikanischer Badmintonspieler und Schiedsrichter im American Football                      | 89    |       |
| 7. November  | Enrique Rocha                    | mexikanischer Schauspieler                                                                      | 81    |       |
| 7. November  | Sergio Rubino                    | italienischer Keramikkünstler, Maler und Bildhauer                                              | 73    |       |
| 7. November  | Sergei Schmatko                  | russischer Politiker und Unternehmer                                                            | 55    |       |
| 7. November  | Zena Stein                       | südafrikanische Epidemiologin                                                                   | 99    |       |
| 7. November  | Dean Stockwell                   | US-amerikanischer Schauspieler                                                                  | 85    |       |
| 7. November  | Anton Valens                     | niederländischer Schriftsteller und Maler                                                       | 57    |       |
| 7. November  | Bas van der Vlies                | niederländischer Politiker                                                                      | 79    |       |
| 6. November  | Peter Aykroyd                    | kanadischer Komiker, Schauspieler und Autor                                                     | 66    |       |
| 6. November  | Andrew Barker                    | britischer Keyboarder und Bassist                                                               | 53    |       |
| 6. November  | Laszlo Belady                    | ungarisch-US-amerikanischer Informatiker                                                        | 93    |       |
| 6. November  | Maureen Cleave                   | britische Journalistin                                                                          | 87    |       |
| 6. November  | Wolfgang Eber                    | deutscher Botaniker                                                                             | 82    |       |
| 6. November  | Hubert Degex                     | französischer Pianist                                                                           | 92    |       |
| 6. November  | Jörg Glombowski                  | deutscher Wirtschaftswissenschaftler                                                            | 78    |       |
| 6. November  | Kurt Hartl                       | deutscher Chemiker                                                                              | 92    |       |
| 6. November  | Meng Fulin                       | chinesischer Politiker (KPCh)                                                                   | 88    |       |
| 6. November  | Karl-Heinz Manegold              | deutscher Historiker                                                                            | 91    |       |
| 6. November  | Pavol Molnár                     | tschechoslowakischer Fußballspieler                                                             | 85    |       |
| 6. November  | Walter Niklaus                   | deutscher Autor, Schauspieler, Hörspiel- und Theaterregisseur                                   | 96    |       |
| 6. November  | Engelbert Plassmann              | deutscher Jurist, Bibliothekar und Bibliothekswissenschaftler                                   | 86    |       |
| 6. November  | Shawn Rhoden                     | jamaikanisch-US-amerikanischer Bodybuilder                                                      | 46    |       |
| 6. November  | Raúl Rivero                      | kubanischer Dichter, Journalist und Aktivist                                                    | 75    |       |
| 6. November  | Erich Saling                     | deutscher Gynäkologe und Geburtshelfer                                                          | 96    |       |
| 6. November  | Luíz Antônio dos Santos          | brasilianischer Marathonläufer                                                                  | 57    |       |
| 6. November  | Cissé Mariam Kaïdama Sidibé      | malische Politikerin                                                                            | 73    |       |
| 6. November  | Leszek Starkel                   | polnischer Geograph und Geomorphologe                                                           | 90    |       |
| 6. November  | Juchym Swjahilskyj               | ukrainischer Unternehmer und Politiker                                                          | 88    |       |
| 6. November  | Josip Uhlik                      | jugoslawischer Architekt und Stadtplaner                                                        | 100   |       |
| 6. November  | Martin Wilke                     | deutscher Fußballtrainer                                                                        | 94    |       |
| 6. November  | Terence „Astro“ Wilson           | britischer Reggaemusiker                                                                        | 64    |       |
| 6. November  | Muamer Zukorlić                  | serbischer Politiker und islamischer Theologe                                                   | 51    |       |
| 5. November  | Charles Brackeen                 | US-amerikanischer Jazzmusiker                                                                   | 81    |       |
| 5. November  | Jelena Brajša                    | jugoslawische bzw. kroatische Caritas-Funktionärin                                              | 86    |       |
| 5. November  | James Brundage                   | US-amerikanischer Historiker                                                                    | 92    |       |
| 5. November  | Walter Brune                     | deutscher Architekt, Stadtplaner und Immobilien-Unternehmer                                     | 95    |       |
| 5. November  | Charlie Burns                    | US-amerikanisch-kanadischer Eishockeyspieler und -trainer                                       | 85    |       |
| 5. November  | Hamdija Čustović                 | jugoslawischer Sänger                                                                           | 75    |       |
| 5. November  | Ryszard Grzegorczyk              | polnischer Fußballspieler und -trainer                                                          | 82    |       |
| 5. November  | Andreas Hannekum                 | deutscher Mediziner                                                                             | 72    |       |
| 5. November  | Nathan Johnson                   | US-amerikanischer Architekt                                                                     | 96    |       |
| 5. November  | Georg Michael Kalvius            | deutscher Physiker                                                                              | 88    |       |
| 5. November  | Andris Kolbergs                  | lettischer Schriftsteller                                                                       | 82    |       |
| 5. November  | Frederik „Kunngi“ Kristensen     | grönländischer Künstler                                                                         | 69    |       |
| 5. November  | Norman Macfarlane                | britischer Unternehmer, Manager und Politiker                                                   | 95    |       |
| 5. November  | Marília Mendonça                 | brasilianische Sängerin                                                                         | 26    |       |
| 5. November  | Dušan Pašek junior               | slowakischer Eishockeyspieler und -funktionär                                                   | 36    |       |
| 5. November  | Silujan                          | russischer Erzbischof                                                                           | 82    |       |
| 5. November  | Peter Tost                       | deutscher Schauspieler                                                                          | 82    |       |
| 5. November  | Hildebert Wagner                 | deutscher pharmazeutischer Biologe                                                              | 92    |       |
| 5. November  | Wilm Weppelmann                  | deutscher Künstler                                                                              | 64    |       |
| 5. November  | Kinji Yoshimoto                  | japanischer Filmregisseur, -produzent und Animator                                              | 55    |       |
| 4. November  | Adrianna Babik                   | polnische Biathletin                                                                            | 42    |       |
| 4. November  | Lionel Blair                     | britischer Tänzer, Choreograf und Moderator                                                     | 92    |       |
| 4. November  | Michel Braun-Schlentz            | luxemburgischer Sportschütze                                                                    | 91    |       |
| 4. November  | Barbara-Rose Collins             | US-amerikanische Politikerin                                                                    | 82    |       |
| 4. November  | Ibedul Gibbons                   | palauischer Häuptling                                                                           | 77    |       |
| 4. November  | Francis Huré                     | französischer Diplomat                                                                          | 105   |       |
| 4. November  | Tatsuhiko Kawashima              | japanischer Wirtschaftswissenschaftler                                                          | 81    |       |
| 4. November  | Dieter Klumpp                    | deutscher Publizist, Erfinder und Politikberater                                                | 72    |       |
| 4. November  | Mario Lavista                    | mexikanischer Komponist                                                                         | 78    |       |
| 4. November  | Ruth Ann Minner                  | US-amerikanische Politikerin                                                                    | 86    |       |
| 4. November  | Jörg Neubauer                    | deutscher Spielerberater                                                                        | 59    |       |
| 4. November  | Tom Ruhstorfer                   | deutscher Musiker                                                                               | ≈69   |       |
| 4. November  | Tamara Trampe                    | deutsche Filmemacherin                                                                          | 78    |       |
| 4. November  | Ian Wallace                      | britischer Ornithologe                                                                          | 87    |       |
| 4. November  | Roger Zatkoff                    | US-amerikanischer American-Football-Spieler                                                     | 90    |       |
| 3. November  | Hassan al-Alfi                   | ägyptischer Politiker                                                                           | 85    |       |
| 3. November  | Nikolaus Asenbeck                | deutscher Politiker                                                                             | 91    |       |
| 3. November  | Anneliese Augustin               | deutsche Politikerin                                                                            | 91    |       |
| 3. November  | Josef Becker                     | deutscher Historiker                                                                            | 90    |       |
| 3. November  | Hans Berndt                      | deutscher Internist                                                                             | 94    |       |
| 3. November  | François Blank                   | Schweizer Eishockeyspieler                                                                      | 90    |       |
| 3. November  | Joanna Bruzdowicz                | polnische Komponistin                                                                           | 78    |       |
| 3. November  | Wilma Chan                       | US-amerikanische Politikerin                                                                    | 72    |       |
| 3. November  | Georgie Dann                     | französisch-spanischer Sänger                                                                   | 81    |       |
| 3. November  | Elmar Lehmann                    | deutscher Anglist und Hochschulrektor                                                           | 80    |       |
| 3. November  | Hermann Haverkamp                | deutscher Wasserballspieler                                                                     | 79    |       |
| 3. November  | Helga Lindner                    | deutsche Schwimmerin                                                                            | 70    |       |
| 3. November  | Michael Marai                    | papua-neuguineischer Bischof                                                                    | 73    |       |
| 3. November  | Boris Sádecký                    | slowakischer Eishockeyspieler                                                                   | 24    |       |
| 3. November  | Dierk Sindermann                 | deutscher Journalist                                                                            | 76    |       |
| 3. November  | Eric F. Wood                     | kanadischer Hydrologe                                                                           | 74    |       |
| 3. November  | Peter Ziesche                    | deutscher Kameramann                                                                            | 66    |       |
| 2. November  | Dirk Cornelsen                   | deutscher Journalist und Publizist                                                              | 81    |       |
| 2. November  | Bob Danziger                     | US-amerikanischer Filmemacher, Erfinder, Autor und Musiker                                      | 68    |       |
| 2. November  | Sabah Fakhri                     | syrischer Sänger                                                                                | 88    |       |
| 2. November  | Kenneth Holmes                   | britischer Molekularbiologe und Biophysiker                                                     | 86    |       |
| 2. November  | Günter Hörnlein                  | deutscher Politiker                                                                             | 92    |       |
| 2. November  | Dieter B. Kapp                   | deutscher Indologe                                                                              | 80    |       |
| 2. November  | Heinrich P. Kelz                 | deutscher Sprachwissenschaftler                                                                 | 80    |       |
| 2. November  | Raimund Krone                    | deutscher Schauspieler und Synchronsprecher                                                     | 75    |       |
| 2. November  | Alfons Mayer                     | kanadischer Sportschütze                                                                        | 83    |       |
| 2. November  | Li Zehou                         | chinesischer Philosoph                                                                          | 91    |       |
| 2. November  | Marie T. Martin                  | deutsche Lyrikerin und Schriftstellerin                                                         | 39    |       |
| 2. November  | Gerard V. Middleton              | kanadischer Geologe und Sedimentologe                                                           | 90    |       |
| 2. November  | Dennis Moore                     | US-amerikanischer Politiker                                                                     | 75    |       |
| 2. November  | Hiroshi Ogawa                    | japanischer Politiker                                                                           | 72    |       |
| 2. November  | Dietrich Pirson                  | deutscher Jurist                                                                                | 92    |       |
| 2. November  | Wiktor Putjatin                  | sowjetischer Fechter                                                                            | 80    |       |
| 2. November  | Neal Edward Smith                | US-amerikanischer Politiker                                                                     | 101   |       |
| 2. November  | Rudi Sölch                       | deutscher Politiker und Medienmanager                                                           | 89    |       |
| 2. November  | Mohamed Soukhane                 | französisch-algerischer Fußballspieler                                                          | 90    |       |
| 2. November  | Ronnie Wilson                    | US-amerikanischer Musiker                                                                       | 73    |       |
| 01. November | Gulraiz Akhtar                   | pakistanischer Hockeyspieler                                                                    | 78    |       |
| 1. November  | Giacomo Babini                   | italienischer Bischof                                                                           | 92    |       |
| 1. November  | Aaron T. Beck                    | US-amerikanischer Psychiater und Psychotherapeut                                                | 100   |       |
| 1. November  | Emmett Chapman                   | US-amerikanischer Gitarrist und Instrumentenbauer                                               | 85    |       |
| 1. November  | Johannes Chemnitzer              | deutscher Politiker                                                                             | 92    |       |
| 1. November  | Temirchan Dosmuchambetow         | kasachischer Politiker                                                                          | 72    |       |
| 1. November  | Nelson Freire                    | brasilianischer Pianist                                                                         | 77    |       |
| 1. November  | Jonathan Gledhill                | britischer Bischof                                                                              | 72    |       |
| 1. November  | Dieter Kalenbach                 | deutscher Comiczeichner                                                                         | 84    |       |
| 1. November  | Malicia                          | spanische Sängerin                                                                              | 67    |       |
| 1. November  | Pat Martino                      | US-amerikanischer Jazzmusiker                                                                   | 77    |       |
| 1. November  | Wolfram Mauser                   | österreichisch-deutscher Philologe und Literaturwissenschaftler                                 | 93    |       |
| 1. November  | Alois Oberhauser                 | deutscher Wirtschaftswissenschaftler                                                            | 91    |       |
| 1. November  | Alvin „Seeco“ Patterson          | kubanisch-jamaikanischer Perkussionist                                                          | 90    |       |
| 1. November  | Mike Pointon                     | britischer Jazzposaunist                                                                        | 80    |       |
| 1. November  | Werner Schneiders                | deutscher Philosoph                                                                             | 89    |       |
| 1. November  | Lawrence Donald Soens            | US-amerikanischer Bischof                                                                       | 95    |       |

### Datum unbekannt
| Tag                                    | Name                          | Beruf, bekannt als                                   | Alter | Beleg |
| -------------------------------------- | ----------------------------- | ---------------------------------------------------- | ----- | ----- |
| Tod bekannt gegeben am 30. November    | Naji Sadiq al Mufti           | saudi-arabischer Diplomat                            | ?     |       |
| Tod bekannt gegeben am 27. November    | Ivo Bićanić                   | kroatischer Ökonom                                   | 70    |       |
| Tod bekannt gegeben am 27. November    | Lubomira Mandsij              | ukrainische Politikerin                              | 48    |       |
| Tod bekannt gegeben am 24. November    | Iwan Stantschow               | bulgarischer Politiker                               | 92    |       |
| 22. November oder 23. November         | Herbert Neumann               | deutscher Sportjournalist, Autor und Herausgeber     | 94    |       |
| Tod bekannt gegeben am 22. November    | Tonči Kuzmanić                | jugoslawischer bzw. slowenischer Soziologe und Autor | ≈65   |       |
| zwischen 22. November und 28. November | Norbert Zimmermann            | deutscher Jurist und Stiftungsfunktionär             | 75    |       |
| Tod bekannt gegeben am 17. November    | Leonid Bartenjew              | sowjetischer Leichtathlet                            | 88    |       |
| Tod bekannt gegeben am 15. November    | Katarina Jovanović-Blagojević | jugoslawische Schachspielerin                        | 78    |       |
| Tod bekannt gegeben am 13. November    | Iwo Georgiew                  | bulgarischer Fußballspieler                          | 49    |       |
| Tod bekannt gegeben am 11. November    | Giancarlo Castiglioni         | italienischer Unternehmer                            | 80    |       |
| Tod bekannt gegeben am 7. November     | Hasan Čengić                  | bosnischer Politiker                                 | 64    |       |
| Tod bekannt gegeben am 2. November     | Nessim Sibony                 | französischer Mathematiker                           | 74    |       |
| Tod bekannt gegeben am 2. November     | Patricija Šulin               | slowenische Politikerin                              | 55    |       |
| Tod bekannt gegeben am 1. November     | Kenny Rupp                    | US-amerikanischer Posaunist                          | ≈80   |       |
| November                               | Tony Williams                 | britischer Musikproduzent                            | 80    |       |